# Dyschiriognatha bedoti
Dyschiriognatha bedoti är en spindelart som beskrevs av Simon 1893. Dyschiriognatha bedoti ingår i släktet Dyschiriognatha och familjen käkspindlar. Inga underarter finns listade i Catalogue of Life.